# Флауртаун (Пенсільванія)
Флауртаун (англ. Flourtown) — переписна місцевість (CDP) в США, в окрузі Монтгомері штату Пенсільванія. Населення — 4786 осіб (2020).

## Географія
Флауртаун розташований за координатами 40°6′19″ пн. ш. 75°12′25″ зх. д. / 40.10528° пн. ш. 75.20694° зх. д. (40.105200, -75.206883).  За даними Бюро перепису населення США в 2010 році переписна місцевість мала площу 3,66 км², з яких 3,66 км² — суходіл та 0,00 км² — водойми.

## Демографія
Згідно з переписом 2010 року, у переписній місцевості мешкало 4538 осіб у 1718 домогосподарствах у складі 1279 родин. Густота населення становила 1240 осіб/км².  Було 1764 помешкання (482/км²).
Расовий склад населення:
| - 90,6 % — білих - 5,3 % — чорних або афроамериканців - 2,1 % — азіатів - 0,1 % — корінних американців |

До двох чи більше рас належало 1,5 %. Частка іспаномовних становила 1,8 % від усіх жителів.
За віковим діапазоном населення розподілялося таким чином: 24,2 % — особи молодші 18 років, 59,6 % — особи у віці 18—64 років, 16,2 % — особи у віці 65 років та старші. Медіана віку мешканця становила 42,9 року. На 100 осіб жіночої статі у переписній місцевості припадало 93,8 чоловіків;  на 100 жінок у віці від 18 років та старших — 87,6 чоловіків також старших 18 років.
Середній дохід на одне домашнє господарство  становив 116 794 долари США (медіана — 96 613), а середній дохід на одну сім'ю — 134 241 долар (медіана — 111 563). Медіана доходів становила 80 378 доларів для чоловіків та 51 839 доларів для жінок. За межею бідності перебувало 3,4 % осіб, у тому числі 2,8 % дітей у віці до 18 років та 5,4 % осіб у віці 65 років та старших.
Цивільне працевлаштоване населення становило 2670 осіб. Основні галузі зайнятості: освіта, охорона здоров'я та соціальна допомога — 29,3 %, науковці, спеціалісти, менеджери — 16,0 %, роздрібна торгівля — 11,2 %, фінанси, страхування та нерухомість — 11,1 %.